# São Jorge (filme)
São Jorge (em francês:  Saint Georges) é um filme luso-francês do género drama de 2016, realizado por Marco Martins e escrito por Martins e Ricardo Adolfo. Protagonizado por Nuno Lopes, no papel de um cobrador de dívidas movido pela fé numa vida melhor para a sua família, o elenco inclui também Mariana Nunes, David Semedo, Gonçalo Waddington, Beatriz Batarda, José Raposo e Jean-Pierre Martins.
A sua estreia mundial ocorreu no Festival Internacional de Cinema de Veneza a 1 de setembro de 2016, onde Nuno Lopes foi galardoado com o Prémio Orizzonti de melhor ator. A longa-metragem estreou-se comercialmente em Portugal a 9 de março de 2017, e em França a 17 de maio do mesmo ano. São Jorge foi escolhido pela Academia Portuguesa das Artes e Ciências Cinematográficas para representar Portugal no Óscar de melhor filme estrangeiro da nonagésima cerimónia, e para o Prémio Goya de melhor filme ibero-americano em 2018.

## Enredo
São Jorge passa-se em 2011, num Portugal submerso em dívida e austeridade. Jorge luta boxe, e é bom, mas isso não lhe dá estabilidade financeira. Desempregado e enterrado em dívidas, tenta a todo o custo encontrar formas de garantir o sustento de Susana e Nelson, respetivamente, sua companheira e filho. Jorge ainda mora com o seu pai rabugento, enquanto Susana se mudou para um outro lugar. É mais um entre os terríveis números de famílias e empresas portuguesas que não conseguem pagar as suas dívidas à banca depois da chegada da Troika e das medidas europeias.
Imigrante brasileira, Susana decide regressar ao Brasil, para fugir da crise financeira que não lhe permite uma vida digna em Portugal. Jorge corre assim o risco de perder o seu filho, uma vez que Susana o quer levar consigo. O pugilista vive em crescentes dificuldades económicas, até que chega a um último recurso para pagar o que deve e convencer a família a ficar por perto. Aceita com relutância um emprego como cobrador de dívidas difíceis. Ironicamente, Jorge passa a usar o seu corpo treinado para a luta, para intimidar aqueles que, como ele, se vêem a braços com dívidas que não conseguem pagar. Contacta com portugueses normais que não cumpriram os seus empréstimos porque foram despedidos ou os seus salários reduzidos. Jorge acompanha dois homens da agência que lhe pedem apenas que mantenha a aparência ameaçadora. 
De um momento para o outro, vê-se a atravessar a fronteira da moralidade e a entrar num mundo de criminalidade gerada pela pobreza e pela falta de alternativas. Jorge é instruído a agredir um homem que possui uma empresa de transporte de frutas e vegetais que prometeu pagar várias vezes, mas ainda não pagou. Jorge não suporta compactuar com estas tácticas, mas é uma pessoa silenciosa.

## Elenco
- Nuno Lopes, como Jorge[14]
- Mariana Nunes, como Susana
- David Semedo, como Nélson
- Gonçalo Waddington, como Chef Cardoso
- Beatriz Batarda, como Teresa
- José Raposo, como Vitinho
- Jean-Pierre Martins, como Albano
- Ricardo Fernandes, como Mauro
- Rodrigo Almeida, como Valter
- Adriano Luz, como Sousa

#### Atores não-profissionais
- Paulo Batata, como Batata
- Fátima Inocêncio, como Fátima
- Paulo Afonso, como Paulo
- Ana Gonçalves, como Ana
- Salvador Santos, como Salvador
- Paulo Seco, como Paulo

## Equipa técnica
- Realização: Marco Martins
- Assistentes de realização: Ângela Sequeira, Gui Oliveira e Dörte Schneider[15]
- Argumento: Marco Martins e Ricardo Adolfo[16]
- Supervisão de guião: Gui Oliveira
- Assistentes de câmara: Rui Pereira e António Ribeiro
- Assistente de produção: Diogo Uva
- Assistente de vídeo: José Pedroso
- Coordenação de duplos: David Chan Cordeiro
- Direção de arte: Wayne dos Santos
- Direção de fotografia: Carlos Lopes
- Direção de produção: Manuela Ribas e Ângela Cerveira
- Mistura de som: Olivier Blanc[17]
- Montagem e mistura de som: Hugo Leitão
- Música original: Rafael Toral, Nuno Malo e Hugo Leitão
- Operador de steadicam: Eberhard Schedl

## Produção

### Desenvolvimento
O projeto de São Jorge foi trabalhado ao longo de cinco anos, tendo começado por ser uma ideia de um filme de ficção sobre boxe, surgida numa conversa entre o Marco Martins e Nuno Lopes. O realizador escreveu um guião com Ricardo Adolfo, informados pela pesquisa inicial de Mariana Fonseca. Os autores pretendiam também concretizar um filme de cariz social, com a pólis lisboeta a representar Portugal. Martins descreve que a génese do guião "foi a necessidade de falar de algo que para a minha geração era novo, um período de crise económica que se refletia na degradação da vida das pessoas. Pela primeira vez tive este impulso de escrever uma história que partia de um grupo que não é o meu, ou seja, que não é a classe média, e decidi ir aos bairros sociais."
No processo de pesquisa, a equipa entrevistou vários pugilistas portugueses que faziam cobrança presencial. Ao visitar os bairros sociais degradados da Margem Sul onde essas pessoas habitavam, os autores perceberam que havia outras camadas sociais que se sobrepunham à ideia de fazer um filme de género sobre pugilismo. Depois de pesquisa e escrita do argumento, seguiu-se uma fase de preparação de seis meses, junto das comunidades residentes nos bairros da Bela Vista (Setúbal) e, em particular da Jamaica (Seixal). Este foi dos locais que mais interessou a equipa de São Jorge, por ser considerado de acesso proibido e nunca ter sido filmado, dada a conotação com marginalidade, tráfico e histórias de assassinatos. Segundo Martins, "comecei a ir lá periodicamente: pouco a pouco, comecei a ir lá almoçar, a conhecer as pessoas do bairro, a conhecer algumas das casas. Achei bastante inacreditável que continuasse a existir um sítio daqueles, e no meio de um centro urbano. (...) O que encontrei foi sobretudo um sítio de pessoas que trabalhavam e que, portanto, não era de todo, nem foi para mim enquanto lá estive, um lugar perigoso. Era um sítio onde as pessoas se protegiam umas às outras, onde havia um sentido comunitário grande e onde, portanto, não era fácil entrar, mas onde fui muito bem recebido."
As entrevistas e as visitas ao Bairro da Jamaica ganharam um peso tão grande para os autores, que informaram constantes modificações do guião ao longo de quatro anos, nomeadamente, numa reescrita dos locais em função da Jamaica. Com estas rescritas, Martins pretendia criar "uma história de ficção que se vai cruzando com o documentário da própria crise. (...) É um filme que foi ganhando densidade à medida que a crise ia avançando." Acrescenta também que "as cobranças eram a metáfora perfeita para o momento que se vivia, de um país que não conseguia pagar as suas dívidas."
Produzida por François d'Artemare e Maria João Mayer, São Jorge é uma longa-metragem concretizada entre companhias de Portugal (Filmes do Tejo) e França (Les Films de l'Après-Midi), e co-produção de Maria & Mayer.

### Casting
São Jorge começou a ser desenvolvido a partir de conversas entre Marco Martins e Nuno Lopes, pelo que o ator foi o primeiro nome confirmado no elenco. Lopes não apenas participou na conceção da história, mas também no desenvolvimento do papel protagonista. Para interpretar Jorge, o ator não só integrou a equipa de preparação nas visitas aos bairros sociais da Bela Vista e da Jamaica, como engordou cerca de 20 quilos e treinou durante seis meses. Para além de Lopes, do curto elenco é composto por José Raposo, Mariana Nunes, Gonçalo Waddington e Beatriz Batarda.
Para o papel de Nelson, realizou-se um longo casting que envolveu visitas a escolas da Margem Sul para scouting de crianças não-caucasianas, o que culminou na seleção de David Semedo. Em entrevista, Marco Martins descreveu o processo: "Começámos com quinhentos miúdos. (...) Desses quinhentos, passámos para castings mais pequenos, ficaram uns cinquenta. Nesta fase, conversámos com eles, quisemos conhecê-los, perceber como falavam, como reagiam. (...) Eu procurava alguém mais estável. Depois, introduzimos o Nuno (Lopes), para perceber a química. E acho que foi aí que percebemos logo quem seria o eleito. Foi automático e imediato. Levámos o casting até ao fim, ainda chegámos à fase de termos três meninos, mas, no fundo, a escolha já estava feita, sabíamos que era o David (Semedo)."
Para além de Semedo, o realizador integrou no elenco habitantes dos bairros visitados, como Paulo Batata e Fátima Inocêncio, interpretando versões ficcionadas de si mesmos de modo a reforçar a componente realista da longa-metragem. Um dos atores não-profissionais do elenco mais determinante para o filme foi Paulo Seco por ter acumulado diversas funções. Enquanto treinador de boxe e antigo pugilista, foi objeto de pesquisa da equipa do filme, influenciou a rescrita do argumento, preparou fisicamente Nuno Lopes no seu ginásio e interpretou o papel de treinador de Jorge. Martins resume: "O Paulo foi essencial, ajudou-me em tudo, arranjou-me contactos, pôs-me à vontade com as pessoas, foi um elemento de grande importância durante todo o filme."

### Rodagem
O processo de rodagem de São Jorge decorreu ao longo de nove semanas, com muitas das cenas a serem gravadas no Bairro da Jamaica. Para trabalhar com os atores não-profissionais do elenco, Martins utilizou métodos experimentados a propósito do seu projeto de teatro Estaleiros ENVC 2012 no Festival do Norte, no qual repetia improvisações de conversas acerca de temas familiares aos intervenientes. No caso de São Jorge, discutiu-se acerca o desemprego e a Segurança Social Portuguesa, entre outros tópicos, antes de gravar. O local de gravações impôs alguns constrangimentos de produção que forçaram a cancelar a gravação de uma cena do filme em que um dos personagens seria retirado de sua casa pela polícia. Os autores haviam incluido a cena no guião por terem presenciado a presença agressiva da polícia no bairro durante as suas visitas. No entanto, o realizador optou por cancelar a cena, não só por a considerar potencialmente ofensiva para os habitantes do bairro, mas porque "ia usar polícias verdadeiros (...), quando a polícia chegou ao bairro vinha fortemente armada com espingardas, etc.", acrescentando que "a tensão era tão grande que era impossível filmar ali o que quer que fosse. É daquelas alturas em que, de facto, o que está a acontecer ultrapassa muito aquilo que se escreveu."

## Temas e estilo
A longa-metragem tem sido comparada com outras obras portuguesas, não só pelas temáticas representadas, como pela sua abordagem. Desde logo, são comentadas referências a Belarmino de Fernando Lopes, pelo modo como conjuga elementos ficcionados e documentais. Para além da temática do pugilismo, ambos filmes retratam um país socialmente em crise: o da época da ditadura em Belarmino e o das imposições da Troika e do governo de Passos Coelho em São Jorge.
De facto, o filme inicia com uma série de fotos que sugerem um país que está completamente paralisado e uma breve explicação sobre o efeito das medidas de resgate da troika europeia no acréscimo da dívida dos portugueses. Segue-se a imagem de um espaço vazio de um outdoor numa estrada também vazia, sugerindo que, em Portugal, não há mais nada para vender. A economia de Portugal é tema explorado em outros filmes portugueses contemporâneos de São Jorge, como Colo de Teresa Villaverde e a trilogia As Mil e Uma Noites de Miguel Gomes. Enquanto o filme de Gomes oferece uma abordagem de cura mágica para os tempos difíceis, São Jorge e Colo assumem-se enquanto histórias mais realistas, ainda que também recorram a imagens metafóricas. Para Nuno Lopes, "o facto de estarmos a falar de um filme sobre um cobrador de dívidas, que anda a cobrar a pessoas que estão na mesma situação que ele, [tem a ver] com o que nos estava a acontecer com o FMI".
As cores da fotografia de São Jorge, semelhantes às da cinematografia noir, apresentam também comunalidades com as da primeira longa-metragem de Marco Martins, Alice. Ambos filmes representam a cidade de Lisboa como uma personagem soturna com sentimentos e cores que a definem. O realizador pretendia representar a cidade "como um corpo opressor do ser humano, no caso, o reflexo do modo como experienciámos os anos da crise, que correspondem ao período da troika. Tem também muito que ver com um sentimento, não apenas neorrealista, mas humanista: a cidade como máquina que come pessoas". Por isso se compreende que Jorge seja geralmente representado por um plano fechado, entre a sua nuca e ombros, como que estando simbolicamente a carregar o peso de uma nação economicamente falida que está simultaneamente a ameaçar.

## Distribuição
A estreia mundial de São Jorge ocorreu a 1 de setembro, na edição de 2016 do Festival Internacional de Cinema de Veneza. Em Portugal, o filme ante-estreou a 6 de março de 2017, na Sala M. Félix Ribeiro da Cinemateca Portuguesa. Esta sessão foi emblemática por ter juntando na mesma sala, para além dos autores do filme, o primeiro-ministro da altura, António Costa, e um grupo de moradores dos bairros da Jamaica e da Belavista, onde decorreu a rodagem. Distribuído pela NOS Audiovisuais, a longa-metragem estreou comercialmente a 9 de março do mesmo ano, em mais de 20 salas de cinema. São Jorge teve ainda duas projeções especiais nos bairros da Boavista e da Jamaica. Na televisão, a obra estreou a 7 de outubro de 2018, na RTP1.
Em França, a Damned Distribution programou a estreia comercial de São Jorge a 17 de maio de 2017. A longa-metragem foi também editada em DVD pela Lusomundo.

### Festivais
O filme fez parte da seleção dos seguintes Festivais internacionais de cinema:
- Festival Internacional de Veneza (Itália, 1 de setembro de 2016)
- Chicago International Film Festival (EUA, 23 de outubro de 2016)
- Thessaloniki International Film Festival (Grécia, novembro de 2016)
- Dubai International Film Festival (EAU, 8 de dezembro de 2016)
- European Union Film Festival (Hong Kong, 18 de fevereiro de 2017)
- Villeurbanne Festival Reflets du cinéma ibérique et latino-américain (França, 20 de março de 2017)
- Sydney Film Festival (Austrália, 10 de junho de 2017)
- Muenchen Filmfest (Alemanha, 2017)[33]
- Ottawa European Union Film Festival (Canadá, 2 de dezembro de 2017)

## Receção
No seu fim-de-semana de estreia, São Jorge faturou cerca de 48.360€. A 17 de agosto de 2017, as receitas do filme haviam chegado a um total de 210.280€.

### Crítica
De maneira geram, o filme foi elogiado pela crítica nacional e internacional, destacando o desempenho de Nuno Lopes e a riqueza das personagens secundárias, como o pai de Jorge, interpretado por José Raposo, representante da xenofobia subliminar ainda presente nas sociedades ocidentais contemporâneas. Nesse sentido, no seu texto no The Hollywood Reporter, Boyd van Hoeij elogia a interpretação de Lopes, pelo modo como "vende o seu caráter determinado, mas dilacerado e silencioso". Acrescenta que a integração no elenco de atores não-profissionais, habitantes dos bairros, representa um trunfo, uma vez que "esses curtos momentos adicionam textura e veracidade" à longa-metragem.
Em Portugal, Vasco Câmara (Público) caracteriza o filme enquanto um "tour de force", pelo modo delicado como negoceia as imagens de um personagem cobrador de dívidas e um país endividado. João Torgal (Arte-factos) comenta esse mérito do modo como o enredo do filme coloca vítimas contra vítimas e "cria esta história que não reduz as personagens e os atores a estereótipos". Seguro de que São Jorge será um clássico do cinema nacional, na sua crítica, João Horta (Comunidade Cultura e Arte) apresenta uma avaliação semelhante, elogiando o facto de o filme não ser "político nem propagandista, evita os lugares comuns característicos do cinema português".

### Reconhecimentos
Após a sua estreia, São Jorge foi multipremiado. Nuno Lopes recebeu o Prémio Orizzonti para Melhor Ator no Festival de Veneza pela sua interpretação. Em Portugal, o filme não só recebeu mais nomeações nos Prémios Sophia 2018, como dominou a noite da entrega dos prémios triunfando em sete categorias (sendo as mais importantes as de melhor filme, melhor realização e melhor ator).
A Academia Portuguesa de Cinema selecionou também a longa-metragem enquanto submissão de Portugal a uma nomeação para o Óscar de Melhor filme estrangeiro, da Academia de Cinema Norteamericana, bem como ao prémio de Melhor filme ibero-americano nos Prémios Goya, de Espanha. No entanto, o filme não viria a ser nomeado por nenhuma destas premiações.
| Ano  | Prémios                                                                     | Categorias                                                       | Destinatários e nomeados                                                                                    | Resultado | Referências  |
| ---- | --------------------------------------------------------------------------- | ---------------------------------------------------------------- | --- | --------- | ------------ |
| 2016 | Festival Internacional de Cinema de Veneza                                  | Prémio Orizzonti de melhor ator                                  | Nuno Lopes                                                                                                  | Venceu    | [ 6 ] [ 44 ] |
| 2016 | Festival Internacional de Cinema de Veneza                                  | Prémio Orizzonti de melhor filme                                 | São Jorge, François d'Artemare e Maria João Mayer                                                           | Indicado  | [ 6 ] [ 44 ] |
| 2016 | Festival Internacional de Cinema e Cerimónia de Entrega de Prémios de Macau | Melhor realizador                                                | Marco Martins                                                                                               | Venceu    | [ 45 ]       |
| 2016 | Festival Internacional de Cinema e Cerimónia de Entrega de Prémios de Macau | Melhor ator                                                      | Nuno Lopes                                                                                                  | Venceu    | [ 45 ]       |
| 2016 | Festival Internacional de Cinema e Cerimónia de Entrega de Prémios de Macau | Melhor filme                                                     | São Jorge, François d'Artemare e Maria João Mayer                                                           | Indicado  | [ 45 ]       |
| 2017 | A Europa em torno da Europa: Festival de Filmes Europeus de Paris           | Prémio Sauvage                                                   | São Jorge, François d'Artemare e Maria João Mayer                                                           | Indicado  | [ 46 ]       |
| 2017 | Coimbra Caminhos do Cinema Português                                        | Prémio Don Quijote                                               | Marco Martins                                                                                               | Venceu    |              |
| 2017 | Coimbra Caminhos do Cinema Português                                        | Melhor ator                                                      | Nuno Lopes                                                                                                  | Venceu    |              |
| 2017 | Coimbra Caminhos do Cinema Português                                        | Melhor ator secundário                                           | José Raposo                                                                                                 | Venceu    |              |
| 2018 | Prémios Sophia de 2018                                                      | Melhor filme                                                     | São Jorge, François d'Artemare e Maria João Mayer                                                           | Venceu    | [ 47 ]       |
| 2018 | Prémios Sophia de 2018                                                      | Melhor realizador                                                | Marco Martins                                                                                               | Venceu    | [ 47 ]       |
| 2018 | Prémios Sophia de 2018                                                      | Melhor ator                                                      | Nuno Lopes                                                                                                  | Venceu    | [ 47 ]       |
| 2018 | Prémios Sophia de 2018                                                      | Melhor atriz                                                     | Mariana Nunes                                                                                               | Indicado  | [ 47 ]       |
| 2018 | Prémios Sophia de 2018                                                      | Melhor ator secundário                                           | José Raposo                                                                                                 | Venceu    | [ 47 ]       |
| 2018 | Prémios Sophia de 2018                                                      | Melhor ator secundário                                           | Adriano Luz                                                                                                 | Indicado  | [ 47 ]       |
| 2018 | Prémios Sophia de 2018                                                      | Melhor atriz secundária                                          | Beatriz Batarda                                                                                             | Indicado  | [ 47 ]       |
| 2018 | Prémios Sophia de 2018                                                      | Melhor fotografia                                                | Carlos Lopes                                                                                                | Venceu    | [ 47 ]       |
| 2018 | Prémios Sophia de 2018                                                      | Melhor argumento original                                        | Marco Martins e Ricardo Adolfo                                                                              | Venceu    | [ 47 ]       |
| 2018 | Prémios Sophia de 2018                                                      | Melhor direção artística                                         | Wayne Santos                                                                                                | Venceu    | [ 47 ]       |
| 2018 | Prémios Sophia de 2018                                                      | Melhor som                                                       | Olivier Blanc e Hugo Leitão                                                                                 | Indicado  | [ 47 ]       |
| 2018 | Prémios Sophia de 2018                                                      | Melhor música                                                    | Nuno Malo, Hugo Leitão e Rafael Toral                                                                       | Indicado  | [ 47 ]       |
| 2018 | Prémios Sophia de 2018                                                      | Melhor caracterização                                            | Maria Almeida Nani e Djanira Cirilo Cruz                                                                    | Indicado  | [ 47 ]       |
| 2018 | Prémios Sophia de 2018                                                      | Melhor montagem                                                  | Mariana Gaivão                                                                                              | Indicado  | [ 47 ]       |
| 2018 | Prémios Autores de 2018                                                     | Melhor filme                                                     | São Jorge, François d'Artemare e Maria João Mayer                                                           | Venceu    | [ 48 ]       |
| 2018 | Prémios Autores de 2018                                                     | Melhor ator                                                      | Nuno Lopes                                                                                                  | Venceu    | [ 48 ]       |
| 2018 | Prémios Autores de 2018                                                     | Melhor argumento                                                 | Marco Martins e Ricardo Adolfo                                                                              | Venceu    | [ 48 ]       |
| 2018 | Globos de Ouro, SIC                                                         | Melhor filme                                                     | São Jorge, François d'Artemare e Maria João Mayer                                                           | Venceu    |              |
| 2018 | Globos de Ouro, SIC                                                         | Melhor ator                                                      | Nuno Lopes                                                                                                  | Venceu    |              |
| 2018 | Globos de Ouro, SIC                                                         | Melhor ator                                                      | José Raposo                                                                                                 | Indicado  |              |
| 2018 | Prémios Aquila                                                              | Melhor filme                                                     | São Jorge, François d'Artemare e Maria João Mayer                                                           | Indicado  |              |
| 2018 | Prémios Aquila                                                              | Melhor realizador                                                | Marco Martins                                                                                               | Indicado  |              |
| 2018 | Prémios Aquila                                                              | Melhor ator principal                                            | Nuno Lopes                                                                                                  | Indicado  |              |
| 2018 | Prémios Aquila                                                              | Melhor ator secundário                                           | Adriano Luz                                                                                                 | Indicado  |              |
| 2018 | Fundação Screen Actors GDA                                                  | Performance num papel principal                                  | Nuno Lopes                                                                                                  | Venceu    |              |
| 2018 | Prémios CinEuphoria                                                         | Competição nacional: Melhor filme                                | São Jorge, François d'Artemare e Maria João Mayer                                                           | Venceu    |              |
| 2018 | Prémios CinEuphoria                                                         | Competição nacional: Top 10 do ano                               | São Jorge, François d'Artemare e Maria João Mayer                                                           | Venceu    |              |
| 2018 | Prémios CinEuphoria                                                         | Prémio do Público: Top 10 do ano                                 | São Jorge, François d'Artemare e Maria João Mayer                                                           | Venceu    |              |
| 2018 | Prémios CinEuphoria                                                         | Competição nacional: Melhor ator                                 | Nuno Lopes                                                                                                  | Venceu    |              |
| 2018 | Prémios CinEuphoria                                                         | Competição nacional: Melhor realizador                           | Marco Martins                                                                                               | Indicado  |              |
| 2018 | Prémios CinEuphoria                                                         | Competição nacional: Melhor atriz secundária                     | Mariana Nunes                                                                                               | Indicado  |              |
| 2018 | Prémios CinEuphoria                                                         | Competição nacional: Melhor ator secundário                      | David Semedo                                                                                                | Indicado  |              |
| 2018 | Prémios CinEuphoria                                                         | Competição nacional: Melhor elenco                               | Nuno Lopes, Adriano Luz, Jean-Pierre Martins, Mariana Nunes, José Raposo, David Semedo e Gonçalo Waddington | Indicado  |              |
| 2018 | Prémios CinEuphoria                                                         | Competição nacional: Melhor argumento                            | Marco Martins e Ricardo Adolfo                                                                              | Indicado  |              |
| 2018 | Prémios CinEuphoria                                                         | Competição nacional: Melhor cinematografia                       | Carlos Lopes                                                                                                | Indicado  |              |
| 2018 | Prémios CinEuphoria                                                         | Competição nacional: Melhor direção artística                    | Wayne Santos                                                                                                | Indicado  |              |
| 2018 | Prémios CinEuphoria                                                         | Competição nacional: Melhores efeitos especiais (Som ou visuais) | Olivier Blanc e Hugo Leitão                                                                                 | Indicado  |              |
| 2018 | Prémios CinEuphoria                                                         | Competição nacional: Melhor música original                      | Nuno Malo, Hugo Leitão e Rafael Toral                                                                       | Indicado  |              |
| 2018 | Prémios CinEuphoria                                                         | Competição nacional: Melhor caracterização                       | Maria Almeida Nani e Djanira Cirilo Cruz                                                                    | Indicado  |              |
| 2018 | Prémios CinEuphoria                                                         | Competição nacional: Melhor montagem                             | Mariana Gaivão                                                                                              | Indicado  |              |
| 2018 | Prémios CinEuphoria                                                         | Competição nacional: Melhor trailer                              | São Jorge                                                                                                   | Indicado  |              |
| 2018 | Prémios CinEuphoria                                                         | Competição nacional: Melhor poster                               | São Jorge                                                                                                   | Indicado  |              |

### Impacto social
O realizador concebeu São Jorge enquanto "um filme histórico que, de alguma forma, vai levar as pessoas a refletir sobre aquele momento (a crise financeira e os bairros sociais)". Marco Martins revelou que, na altura da estreia do filme em 2017, o primeiro-ministro António Costa se mostrou impressionado com o retrato da crise e admitiu que desconhecia a realidade do Bairro da Jamaica. Numa visita ao Alfeite dias depois, terá pedido para visitar o bairro. Segundo o realizador, a longa-metragem serviu de gatilho para que algumas pessoas do Bairro da Jamaica tivessem começado a ser realojadas pela Câmara do Seixal.
Em fevereiro de 2019, São Jorge foi citado inúmeras vezes pelos media portugueses, a propósito da acusação do Ministério Público de 17 polícias por crimes de sequestro, tortura, agressões agravadas, falsificação de autos, injúrias e omissão de auxílio contra seis jovens negros do Bairro da Cova da Moura. Comentando estes eventos, José Eduardo Martins referiu que tinha visto o filme para justificar que o problema do conflito entre agentes policiais e habitantes dos bairros sociais não era um problema de racismo. Marco Martins contrariou esta ideia: "É um filme obviamente sobre a crise, mas também sobre uma relação de amor que é marcada por um forte racismo." 